# Xi Orionis
Xi Orionis (ξ Ori / ξ Orionis) è una stella di magnitudine 4,44 situata nella costellazione di Orione. Dista 635 anni luce dal sistema solare.

## Osservazione
Si tratta di una stella situata nell'emisfero celeste boreale; grazie alla sua posizione non fortemente boreale, può essere osservata dalla gran parte delle regioni della Terra, sebbene gli osservatori dell'emisfero nord siano più avvantaggiati. Nei pressi del circolo polare artico appare circumpolare, mentre resta sempre invisibile solo in prossimità dell'Antartide. La sua magnitudine pari a 4,4 fa sì che possa essere scorta solo con un cielo sufficientemente libero dagli effetti dell'inquinamento luminoso.
Il periodo migliore per la sua osservazione nel cielo serale ricade nei mesi compresi fra dicembre e maggio; da entrambi gli emisferi il periodo di visibilità rimane indicativamente lo stesso, grazie alla posizione della stella non lontana dall'equatore celeste.

## Caratteristiche fisiche
La stella è una subgigante blu con una massa di 6,6 volte quella solare, ma non è una stella singola, bensì una binaria spettroscopica, con la secondaria che ruota attorno alla primaria in 45 giorni. È di tipo spettrale B3IV con una temperatura superficiale di 17.600 K ed una luminosità 2240 volte maggiore di quella del Sole.
La sua magnitudine assoluta è di -2,01 e la sua velocità radiale positiva indica che la stella si sta allontanando dal sistema solare.